# Musikalische Früherziehung
Musikalische Früherziehung umfasst inner- und außerschulische Bestrebungen, um Kinder frühzeitig an Musik heranzuführen. Man spricht allgemein von musikalischer Elementarerziehung.

## Musikalische Früherziehung im klassischen Sinn
Die musikalische Früherziehung, in der Schweiz die Musikalische Grundausbildung (MGA), umfasst das Lebensalter von ca. 4 bis ca. 6 Jahren. Sie hat sich seit über 40 Jahren an deutschen Musikschulen etabliert und gilt als vorbereitender Unterricht für späteren Instrumental- bzw. Gesangsunterricht. Einer der Vorreiter der MFE in Deutschland war das schon mehrfach modifizierte Yamaha-Unterrichtsprogramm für die MFE.
Mit dem wegweisenden Unterrichtsprogramm Curriculum MFE (1968) des Verbandes deutscher Musikschulen (VdM) wurden die wesentlichen Unterrichtsinhalte der MFE umrissen: Singen, Tanz und Bewegung, Instrumentenkunde, Musikhören, elementares Instrumentalspiel (hier: Glockenspiel und Orff-Instrumentarium), elementare Notenlehre und Improvisation. In der Folge gab es viele weitere Unterrichtskonzeptionen mit unterschiedlichen Denkansätzen und Unterrichtsschwerpunkten.

## Bedeutung
Musikalität beruht zwar einerseits auf einer besonderen Begabung, und Fortgeschrittene kommen auch nicht ohne kognitive Erkenntnisse und Fähigkeiten aus. Andererseits beruht sie in weiten Bereichen auf Fähigkeiten und Fertigkeiten im psychomotorischen Bereich. Diese lassen sich bereits auf den frühesten Entwicklungsstufen anlegen oder fördern und sind auch für andere Lebensbereiche nützlich.
Studien zufolge wird die kognitive Entwicklung von Vorschulkindern durch Musikunterricht gefördert. Welche Erfolge sich mit einer derartigen frühen Immersion in eine musikalisch geprägte Umgebung erzielen lassen, deuten die Extrembeispiele von Wunderkindern wie Wolfgang Amadeus Mozart an. Musik kann darüber hinaus eine therapeutische Funktion für Eltern und Kinder wahrnehmen, was insbesondere in der Musiktherapie deutlich wird.

## Musikalische Früherziehung als Schulfach
Die MFE ist ein Unterrichtsfach der unter musikalischer Elementarerziehung zusammengefassten Unterrichtsfächer. Dazu zählen: Musikalische Frühförderung, Grundausbildung und Erwachsenenbildung und in letzter Zeit auch Seniorenbildung, z. B. durch Kurse an Volkshochschulen.

## Musikalische Früherziehung in der Praxis
In zahlreichen Musikschulen, Musikvereinen oder Kindergärten treffen sich die Kinder einmal pro Woche für eine zwischen ca. 30 und 75 Minuten dauernde Unterrichtsstunde zu Spiel und Spaß. Es werden Lieder gesungen, Instrumente angeschaut und ausprobiert, Tanzbewegungen ausgeführt, (klassische) Musik gehört bzw. erlebt und vieles mehr. Die Kurse haben in der Regel einen informellen und spielerischen Charakter.
Viele Kinder haben Spaß am Erzeugen sehr lauter Musik bzw. Lärm. Da sich viele Lärminstrumente auch als Rhythmusinstrument eignen, sind sie vielfach auch in der musikalischen Früherziehung anzutreffen. Typisch sind hier z. B. laute Maracas, Trillerpfeifen, Blockflötenköpfe und Vuvuzelas. Die Verwendung dieser Instrumente erfolgt aufgrund der Lärmschutzbestimmungen in den Kursen fast ausschließlich als Spielzeuginstrumente privat zu Hause.

## Hauptaspekte und Ziele der MFE
1. Singen
Aufbau eines tragfähigen Liedrepertoires, zusammengesetzt aus bekannten älteren und neueren Kinderliedern mit dem Ziel gemeinsamen Singens der Generationen und verschiedener Kinder(gruppen) untereinander; Entwicklung und Pflege der Kinderstimme, singendes Erleben der Welt (positive Grundeinstellung sowohl zur Musik als auch zum Leben)
2. Tanz und Bewegung
Erhaltung der kindlichen Freude an der Bewegung (zur Musik), ganzkörperliches Erleben von Musik bzw. musikalischen Abläufen, Erlernen tänzerischer Grundmuster (z. B. Kreistänze, Tanzgeschichten etc. aber auch: Tanzschritte, -bewegungen), Raum für tänzerische Improvisationen sowie rhythmische Elemente
3. Instrumentenkunde
Information über Klang, Aussehen, Funktionsweise der verschiedenen Instrumente, die (z. T. mit zeitlichem Abstand) nach der Früherziehung erlernt werden können (Violine/Viola, Violoncello, Kontrabass, Blockflöten, Querflöte, Oboe, Klarinette, Saxophon, Fagott, Trompete, Horn, Posaune, Akkordeon, Gitarre, Klavier, Harfe u. a.)
Nur durch Information kann ein Kind wirklich sein Lieblingsinstrument finden. Dabei ersetzen Bilder und CDs nur schlecht den Kontakt zum wirklich vorgespielten Instrument.
4. Musikhören
Schwerpunkt klassische Musik mit dem Ziel genussvoller Musikrezeption von Oper, klassischem Konzert und Ballett.
Die Begeisterungsfähigkeit für klassische Musik ist bei jüngeren Kindern groß. Wenn sich persönliche Präferenzen im Grundschulalter durch ausgebliebenen Kontakt mit der klassischen Musik eher im musikalischen Popbereich ausbilden, wird es sehr schwierig, die Heranwachsenden dann noch an die klassische Musiktradition heranzuführen.
5. Elementares Instrumentalspiel
Nichts geht über das Selbst-Tun. Üblich sind der Umgang mit dem Orff-Instrumentarium, für dezidierte Tonabläufe werden mittlerweile tradiert Glockenspiele (auch Melodika) verwendet und in entsprechenden Unterrichtsprogrammen kommen auch Tasteninstrumente zum Einsatz (Feinmotorikschulung kombiniert mit Gehörbildung.) Seltener: Blockflöten und andere Instrumente
6. Elementare Gehörbildung
Nach Anfängen wirklich elementarer Gehörbildung und Wahrnehmungsschulung (Geräusche erkennen, hohe und tiefe Töne unterscheiden etc.) sollte nach Empfehlung des Lehrplans des VdM die (zunächst absolute) Solmisation nach Zoltán Kodály folgen, was in der Praxis selten stattfindet, da dieser Methode ein relativ hoher Abstraktionsgrad innewohnt. Moderne Methoden arbeiten z. B. mit vermenschlichten Solmisationssilben (z. B. Re= Rena, Mi= Mira, Fa= Fabian etc.) und beziehen die Handzeichen auf Eigenschaften dieser Charaktere. Unterstützend sind passende Illustrationen und Kompositionen.
Wichtig: Die Fähigkeit, ein erblich angelegtes absolutes Gehör auszubilden, nimmt mit zunehmendem Lebensalter der Kinder signifikant ab. Der (häufige, auch häusliche) Umgang mit feststehenden und auch später benannten Tonhöhen (vom Glockenspiel, Klavier, CD u. a.) im Vorschulalter hat für die Ausbildung eines absoluten Gehörs größte Bedeutung. Eine verantwortungsvolle MFE sollte diese Entwicklung nicht forcieren, vor allem aber auch nicht vereiteln.
7. Elementare Notenlehre
Nach einem Beginn mit grafischer Notation kann (kindgerechte Methodik vorausgesetzt) der Einstieg in die reguläre Notation erfolgen. In neueren Methoden werden Noten z. B. über den Einzug der Solmisationscharaktere in ein Notenhaus dargestellt. Rhythmische Unterschiede von Viertel-, Halben und Ganzen Noten können durch die Transformation von kindlichen Bewegungsabläufen über Symbol-Bilder in Noten erfolgen.
Elementare Notenlehre sollte mit elementarem Instrumentalspiel und möglichst auch mit der elementaren Gehörbildung (als Basis für späteres Blattsingen) verbunden werden und kein reines „Malen“ sein.
8. Improvisation
Ohne Fantasie keine Musik! Erhalt der kindlichen Fantasie und Ausbau der musikalischen und gestalterischen Vorstellungskraft. Klanggeschichten, Theaterexperimente, Instrumentalimprovisationen usw. sind unverzichtbar, sollten aber niemals als Verlegenheitslösung dienen.
9. Sprechen über Musik
Sich über Musik auszutauschen gibt Kindern die Möglichkeit, ihr eigenes musikalisches Schaffen zu reflektieren und ihre Handlungsräume zu erweitern. Damit können sie zu neuen Ideen angeregt werden und ihr musikbezogenes Wissen und Können erweitern. Durch das gemeinsame Reflektieren mit den Kindern über die Inhalte der musikalischen Früherziehung, besonders in Bezug auf ihre Erwartungen und Werthaltungen, können auch die MFE bereichern.[3]

## Nebenaspekte der MFE
Nebenaspekte sind Anteile des Unterrichts, die den gesamten Unterricht quasi vertikal durchziehen und nahezu allen Hauptaspekten zugeordnet werden können.
1. Auseinandersetzung mit anderen Kulturen (Musik, Sprache, Tradition, Tanzen, Singen etc.)
2. Soziale Reifeprozesse, Kommunikation, Integration
3. Rhythmische Schulung (Empfinden für rhythmische Abläufe in Sprache, Instrumentalspiel, Bewegung etc.)
4. Improvisation (obwohl Hauptaspekt des Unterrichts, sollte die Improvisation als Grundgedanke auch alle Hauptaspekte durchziehen. Die Abweichung vom (allzu) Bekannten gibt dem Unterricht Frische und Authentizität.)

## Vorteile der MFE
Eine Studie des ZNL TransferZentrum für Neurowissenschaften und Lernen der Universität Ulm belegte, dass die musikalische Früherziehung die Kindesentwicklung positiv beeinflusst. Über einen Zeitraum von zwei Jahren wurden die Effekte der MFE mithilfe einer Kindergruppe, die wöchentliche Angebote der musikalischen Früherziehung erhielt und einer Kontrollgruppe, die keine zusätzlichen musikalischen Angebote bekam, untersucht. Die Ergebnisse zeigten, dass musikalische Früherziehung zu guten sprachlichen Voraussetzungen beim Schulstart führte. Darüber hinaus konnten auch Verbesserungen bei der Verhaltens- und Emotionskontrolle festgestellt werden.